# Common Lisp
Common Lisp utvecklades ursprungligen i början av åttiotalet som en konsolidering av Lisp-dialekter sprungna ur MacLisp, och beskrevs i boken Common Lisp: the Language av Guy L. Steele. En vidareutveckling av standarden skedde senare under ANSI, och resulterade i en standard, vilken fastslogs 1994.
Common Lisp är ett multiparadigmatiskt programspråk.
Common Lisp inkluderar CLOS, Common Lisp Object System, vilket ger språket stöd för objektorienterad programmering i formen av multimetoder och metodkombinationer. Språket kan utökas med hjälp av makron.